# Plesionika longicauda
Plesionika longicauda är en kräftdjursart som först beskrevs av M. J. Rathbun 1901.  Plesionika longicauda ingår i släktet Plesionika och familjen Pandalidae. Inga underarter finns listade i Catalogue of Life.